# 曺寧柱
曺 寧柱（チョ・ニョンジュ、조녕주、1908年 - 1996年）は、在日韓国人の政治家、社会運動家。慶尚北道醴泉出身。

## 経歴
裕福な地主の家に生まれ、大邱の嶠南学校在学中に学生運動に関わり検挙された。日本に留学し、立命館大学法学部に入学。京都朝鮮留学生学友会の会長に推挙された。また学生時代に空手を習得している。1939年、石原莞爾の知遇を得て、東亜連盟論に共鳴し、朝鮮の処遇改善を求めて、立命館大学や同志社大学の留学生を東亜連盟運動に勧誘し、1939年には釜山で講演を行っており、この講演会で大山倍達（崔永宣）に出会う。1942年には「東亜連盟運動を利用して朝鮮独立運動を行った」として、治安維持法違反で検挙・投獄され、翌年釈放された。1945年の日本の敗戦以後も日本に残り、在日本大韓民国民団の設立に関与し、企画室長、大韓青年団長を歴任、1960年から1961年、1976年から1979年に民団中央本部団長を務めた。